# Avantpassat comú
 Avantpassat comú  és el terme usat per descriure a l'ésser viu o espècie del qual descendeixen dues o més espècies, o de l'ésser viu del qual descendeixen dos o més éssers vius dins d'una espècie.

## Descripció
L'expressió en la seva forma determinada "l'avantpassat comú" es refereix a l'avantpassat comú més recent, perquè els avantpassats d'aquest seran a la vegada avantpassats comuns de tots els seus descendents.
Al fer referència a la relació evolutiva dins d'una espècie, un exemple comú és l'ús del terme per a descriure l'avantpassat comú femení i masculí de l'espècie humana (Eva mitocondrial i Adam cromosomal-Y respectivament), o en la conformació de llinatges familiars.
Al fer referència a la relació evolutiva entre diferents espècies, a partir de la filogènia es postula l'existència d'un últim avantpassat comú universal de totes les espècies. Això porta igualment a postular com a conseqüència, que donades dues o més espècies, encara que la seva relació sigui escassa, ha de postular igualment l'existència d'un  avantpassat comú , ancestre de totes dues.
El concepte només és problemàtic quan tractem d'aplicar-lo a representants de dominis diferents (bacteris (ss), arqueges i eucariotes). Perquè no estan clares les relacions entre ells, amb hipòtesis que proposen, per exemple, que els eucariotes van sorgir com quimera de bacteris i arqueus.